# Christine Fréchette
Pour les articles homonymes, voir Fréchette.
Christine Fréchette, née en 1970 à Trois-Rivières, est une analyste politique, administratrice et femme politique québécoise. Elle est députée de Sanguinet à l'Assemblée nationale du Québec sous la bannière de la Coalition avenir Québec depuis l'élection du 3 octobre 2022.
De 2016 à 2021, elle est présidente-directrice générale de la Chambre de commerce de l'Est de Montréal.
Le 20 octobre 2022, elle est nommée ministre de l'Immigration, de la Francisation et de l'Intégration dans le gouvernement Legault.

## Biographie
Née en 1970 à Trois-Rivières, Christine Fréchette obtient en 1992 son baccalauréat en administration des affaires (économie et commerce international) de HEC Montréal et, en 1994, une maîtrise en relations internationales de l'Université Laval.

### Carrière professionnelle
De 1995 à 1996, Christine Fréchette est coordonnatrice de la recherche et de l'information à la Fédération étudiante universitaire du Québec. En 1996, elle représente les étudiants universitaires au sein du chantier sur l'entreprise et l'emploi lors du Sommet sur le devenir social et économique du Québec. La même année, elle commence à travailler pour l'Assemblée nationale du Québec en tant que conseillère en affaires internationales à la Conférence parlementaire des Amériques et secrétaire administrative à la Commission interparlementaire franco-québécoise.
Après quatre ans, elle devient de 2000 à 2002 consultante au Conseil supérieur de la langue française. Elle continue son travail comme consultante en affaires publiques en pratique privée de 2002 à 2008.
En 2002, elle fonde le Forum sur l'intégration nord-américaine (FINA) dont elle devient la présidente-directrice générale de sa fondation jusqu'en 2011. De 2007 à 2012, elle travaille pour le Centre d'études et de recherches internationales de l'Université de Montréal (CÉRIUM) à titre de coordonnatrice des centres d'études sur les États-Unis et sur le Mexique contemporain.
Entretemps, de 2008 à 2012, elle est analyste de politique américaine dans les médias (Groupe TVA, Société Radio-Canada, RDI, Radio 98,5 FM et Radio 93,3 FM).
En 2012, elle joint le cabinet du ministre des Relations internationales, de la Francophonie et du Commerce extérieur, Jean-François Lisée, comme attachée de presse, chargée de mission et directrice adjointe de cabinet.
Après la défaite électorale du Parti québécois en 2014, elle se retrouve à Montréal International comme directrice des relations externes et institutionnelles jusqu'en 2016. Par la suite, du 5 décembre 2016 au 27 mai 2021, elle est présidente-directrice générale de la Chambre de commerce de l’Est de Montréal,,.

### Carrière politique
D'abord pressentie pour briguer la mairie de l'arrondissement de Rivière-des-Prairies–Pointe-aux-Trembles avec l'équipe de Denis Coderre, Ensemble Montréal, lors des élections municipales de 2021 à Montréal, elle qui avait déjà tenté de se faire élire conseillère municipale en 2009, c'est finalement au niveau provincial qu'elle se lance de nouveau en politique. Le 9 août 2022, le chef de la Coalition avenir Québec, François Legault, annonce Christine Fréchette comme candidate de son parti dans la circonscription de Sanguinet aux élections du 3 octobre 2022,. Le jour du vote, elle est élue avec 48,78 % des voix, une majorité de 9 725 voix sur la candidate péquiste et devient députée à l'Assemblée nationale du Québec.
Elle est nommée ministre de l'Immigration, de la Francisation et de l'Intégration dans le gouvernement Legault le 20 octobre 2022 lors du dévoilement du nouveau conseil des ministres.
Le 5 septembre 2024, elle succède à Pierre Fitzgibbon comme ministre de l'Économie, de l'Innovation et de l'Énergie, ministre responsable du Développement économique régional et ministre responsable de la Métropole et de la région de Montréal. Son poste de ministre de l'Immigration, de la Francisation et de l'Intégration est donné à Jean-François Roberge.

#### Mise en demeure sur les quotas du regroupement familial
Le 13 décembre 2023, Christine Fréchette ainsi que le ministre fédéral de l'immigration Marc Miller sont mis en demeure à la suite de la mise en place par la ministre Fréchette de quotas sur le regroupement familial. Ces quotas entraînent des temps d’attente de traitement de dossiers de 42 mois au Québec comparativement à 10 à 12 mois dans le reste du Canada et provoquent un inventaire record dans la catégorie du regroupement familial s'élevant à plus de 38 000 dossiers majoritairement des conjoints et enfants. La mise en demeure soutient que d’une part, le gouvernement provincial n’a pas le droit de mettre en place de quotas sur le regroupement familial et que d’autre part, le gouvernement fédéral ne doit pas respecter ces quotas qui contreviennent à l'accord Canada-Québec relatif à l'immigration. Pour Marc Miller, les délais sont directement reliés aux quotas imposés par le Québec.
Le 29 février 2024, une requête de pourvoi en contrôle judiciaire est déposée à la Cour supérieure contre la ministre Fréchette, celle-ci n'ayant pas trouvé de solution 60 jours après la mise en demeure.

## Résultats électoraux
|                                                                                               | Nom                  | Parti              | Nombre de voix | %      | Maj.  |
| --------------------------------------------------------------------------------------------- | -------------------- | ------------------ | -------------- | ------ | ----- |
|                                                                                               | Christine Fréchette  | Coalition avenir   | 14 607         | 48,8 % | 9 725 |
|                                                                                               | Daphnée Paquin-Auger | Parti québécois    | 4 882          | 16,3 % | -     |
|                                                                                               | Virginie Bernier     | Québec solidaire   | 3 925          | 13,1 % | -     |
|                                                                                               | François Gibeault    | Conservateur       | 3 164          | 10,6 % | -     |
|                                                                                               | Rodrigue Asatsop     | Libéral            | 2 952          | 9,9 %  | -     |
|                                                                                               | Halimatou Bah        | Vert               | 325            | 1,1 %  | -     |
|                                                                                               | Martine Lajoie       | Climat Québec      | 58             | 0,2 %  | -     |
|                                                                                               | Hélène Héroux        | Marxiste-léniniste | 31             | 0,1 %  | -     |
| Total                                                                                         | Total                | Total              | 29 944         | 100 %  |       |
| Le taux de participation lors de l'élection était de 69,8 % et 417 bulletins ont été rejetés. |                      |                    |                |        |       |

| Candidat | Candidat               | Parti politique                      | Nombre de votes | Pourcentage | Majorité |
| -------- | ---------------------- | ------------------------------------ | --------------- | ----------- | -------- |
|          | Carl Boileau           | Projet Montréal                      | 5 242           | 48,12 %     | 1 074    |
|          | Christine Fréchette    | Vision Montréal                      | 4 168           | 38,26 %     |          |
|          | Marc-Nicolas Kobrynsky | Union Montréal                       | 1 484           | 13,62 %     |          |
|          |                        | Nombre de bulletins de vote rejetées | 343             |             |          |
|          |                        | Nombre total de votes exprimés       | 11 237          | 47,61 %     |          |
|          |                        | Nombre total d'électeurs inscrits    | 23 602          |             |          |